# Oleg Polunin
Oleg Vladimirovitch Polunin (Олег Владимирович Полунин; * November 1914 in Reading, Berkshire, Vereinigtes Königreich; † Juli 1985 in Godalming, Surrey, Vereinigtes Königreich) war ein englischer Botaniker.
Polunin erhielt seine Ausbildung am Magdalen College in Oxford. Später unterrichtete er über 30 Jahre an der Charterhouse School in Godalming, Surrey.
Er widmete seine Zeit der Abfassung von populären Bestimmungsbüchern für Pflanzen Europas und des Himalayas. Seine bekanntesten Bücher: „Flowers of Europe“, „Flowers of the Mediterranean“ und „Trees and Bushes of Europe“ wurden ins Deutsche übersetzt und mehrfach neu aufgelegt. Polunin unternahm viele Reisen auf der Suche nach Pflanzen. Er war einer der ersten, der Photographien für seine Bücher einsetzte und entdeckte mehrere Pflanzenarten.
1983 erhielt er den H. H. Bloomer Award (für Amateurforscher) der Linnean Society of London.

## Familie
Auch seine beiden Brüder waren Wissenschaftler:
- Nicholas Polunin (1909–1997) war ein Erforscher der Arktis und ein Umwelt-Aktivist, sowie Botaniker
- Ivan Polunin (1920–2010) war Mediziner, Photograph und Ethnograph.

## Schriften
- Flowers of the Mediterranean (Chatto & Windus, 1967) – Blumen am Mittelmeer, BLV, München 1970
- Flowers of Europe: a field guide (Oxford University Press, 1969) – Pflanzen Europas, BLV, München 1971
- A Concise Flowers of Europe (Oxford University Press, 1972)
- Flowers of South West Europe (Oxford University Press, 1973, ISBN 0-19-217625-0)
- Trees and Bushes of Europe (Oxford University Press, 1976) – Bäume und Sträucher Europas, BLV, München u. a. 1977
- Flowers of Greece and the Balkans (Oxford University Press, 1980, ISBN 0-19-217626-9)
- Flowers of the Himalaya (Oxford University Press, 1985)
- A Guide to the Vegetation of Britain and Europe (Oxford University Press, 1985, ISBN 0-19-217713-3)
- Concise Flowers of the Himalaya (Oxford University Press, 1987)
- Collins Photoguide to Wild Flowers of Britain and Northern Europe (Collins, 1988, ISBN 0-00-219709-X)